# يحيى بن حيوج الفاسي
يهوذا بن داود حيوج وبالعربية أبو زكريا يحيى بن حيوج الفاسي ويعرف اختصارا يهودا ابن حيّوج (ولد حوالي سنة 945م، فاس - توفي سنة 1000م، قرطبة) مؤسس منهجية الدراسات النحوية العبرية، اكتشف بأن الفعل في اللغة العبرية له وزن وهو صيغة «فعل» كما في اللغة العربية تماماً، وبذلك يصنف من أهم النحويين العبرانيين وأول نحوي عبري بالمعنى الدقيق للكلمة.
وضع كتيبين في النحو العبري باللغة العربية وهما: «كتاب الأفعال ذوات حروف اللين» و«كتاب التنقيط». وعالج في الكتيب الأول الأفعال المعتلة وفي الكتيب الثاني نظام الإعجام والتشكيل في العبرية. ولكنه أخفق في استنباط بنيوية اللغة العبرية المطابقة تقريباً لبنيوية العربية، وذلك رغم اعتماده الكلي على نظام الخليل وسيبويه في النحو العربي.
وشارك ابن حيوج في الجدال الكبير الذي وقع بين الأندلسي مناحيم بن سروق والمغربي دوناش بن لبرط حول العلاقة النحوية بين العربية والعبرية.